# Finnlakeviridae
Finnlakeviridae (лат.) — семейство ДНК-содержащих бактериофагов неясного систематического положения. По состоянию на 2022 год в семейство входит единственный род Finnlakevirus, представленный единственным видом Flavobacterium phage FLiP. Этот вирус был описан в 2010 году и стал первым известным вирусом с геномом в виде одноцепочечной ДНК (оцДНК), который имеет внутреннюю мембрану. Длина генома Finnlakevirus составляет около 9,2 тысяч нуклеотидов. По геномной последовательности Finnlakevirus не демонстрирует сходства с какими-либо другими описанными вирусами.

## Описание

### Капсид

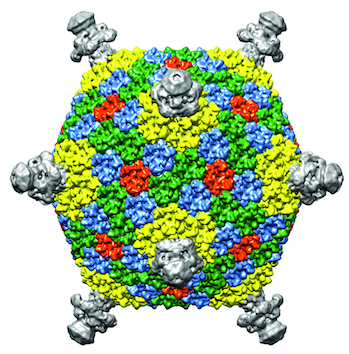
Структура вириона Flavobacterium phage FLiP, определённая с помощью криоэлектронной микроскопии

Вирион Flavobacterium phage FLiP состоит из икосаэдрического белкового капсида и внутренней оболочки. В вирион заключён геном, представленный кольцевой оцДНК. Диаметр вириона составляет около 59 нм. От вершин, в которых сходятся пять плоскостей, отходят пентамерные шипы длиной около 12 нм. Внутренняя поверхность белкового капсида покрыта липидным бислоем толщиной около 5 нм. Капсид состоит из молекул основного капсидного белка (англ. major capsid protein, MCP). Общая организация капсида напоминает таковую у фага Pseudoalteromonas phage PM2, геном которого представлен двухцепочечной ДНК. MCP состоит из двух β-цилиндров, топология которых напоминает укладку jelly roll, далее они объединяются в тримеры, формируя псевдогексамерные комплексы. Похожая организация MCP была описана у некоторых представителей царства Bamfordvirae, таких как фаг Enterobacteria phage PRD1 из семейства Tectiviridae.
Вирионы чувствительны к хлороформу, имеют плавучую плотность 1,21 г/л в растворе хлорида цезия и 1,18 г/л в растворе сахарозы. Среди липидов в вирионе преобладают церамиды. Липидный состав внутренней мембраны вириона отличается от такового у клетки бактерии-хозяина, следовательно, в ходе сборки вириона происходит селективный захват липидов из бактериальной клетки.

### Геном

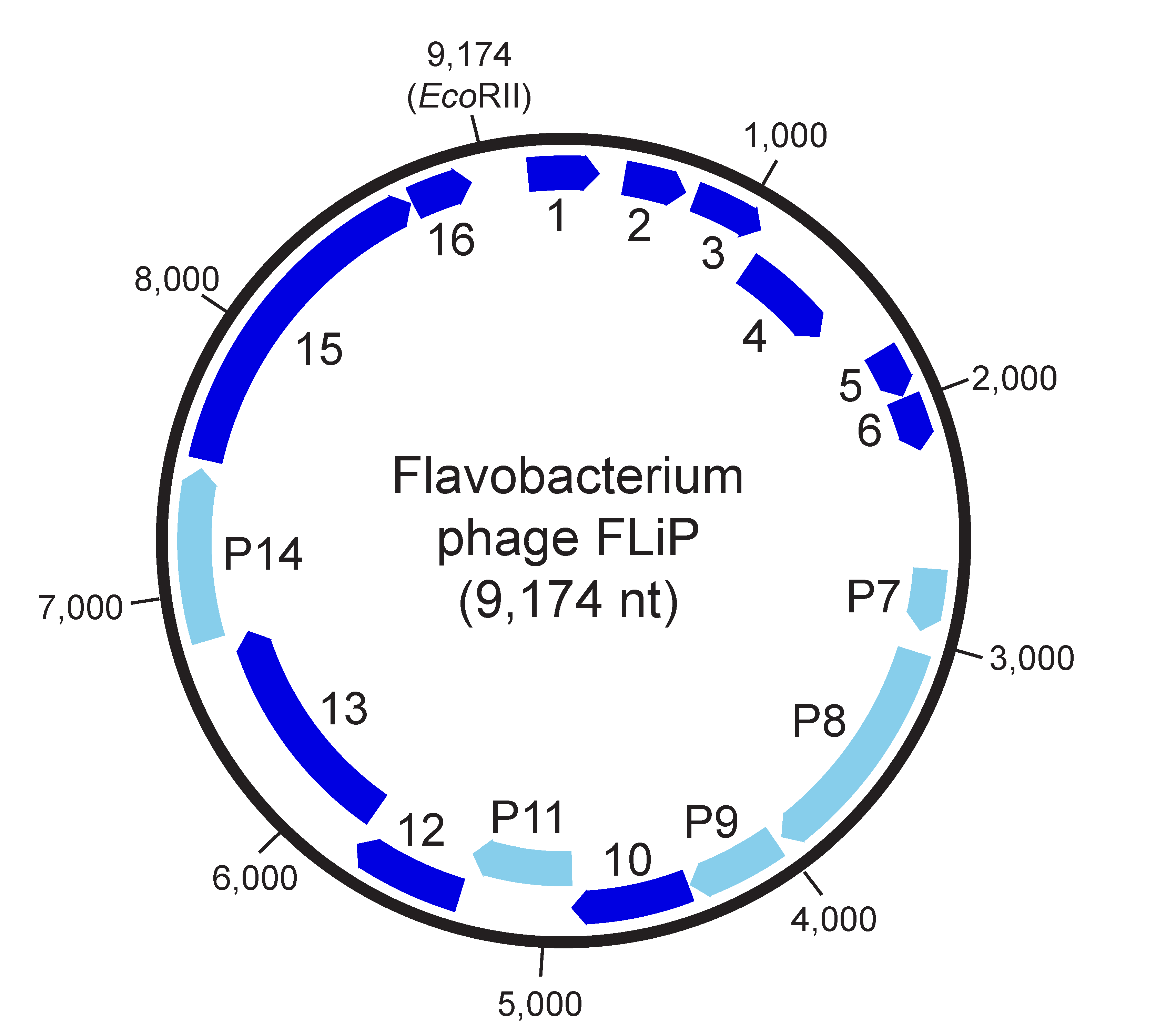
Организация генома Flavobacterium phage FLiP

В состав вирионов Flavobacterium phage FLiP входит единственная копия генома длиной 9174 нуклеотида. Геном представлен кольцевой оцДНК и имеет GC-состав 34 %. По последовательности геномов Flavobacterium phage FLiP далёк от всех других известных в данный момент вирусов. В геноме предсказываются 16 кодирующих последовательностей (англ. coding sequences, CDS), расположенных в одной и той же ориентации. Пять CDS, а именно, CDS7–9, 11 и 14, кодируют структурные белки. По последовательности белковый продукт CDS14 напоминает некоторые литические трансгликозилазы, а белок CDS15 близок к белкам, задействованным в репликации по типу катящегося кольца.

## Жизненный цикл
Flavobacterium phage FLiP является литическим фагом и запускает лизис клетки-хозяина, при котором из неё выходят дочерние вирионы. CDS14, вероятно, кодирует ассоциированный с вирионом литический белок, который участвует в расщеплении пептидогликановой клеточной стенки инфицируемой бактерии. Собственных ДНК- и РНК-полимераз Flavobacterium phage FLiP не кодирует. Сходство белкового продукта CDS15 с белками, участвующими в репликации по типу катящегося кольца, позволяет предположить, что геном Flavobacterium phage FLiP удваивается по этому механизму, который используют многие другие оцДНК-содержащие вирусы. Отсутствие в геноме Flavobacterium phage FLiP генов, кодирующих предполагаемую АТФазу, задействованную в упаковке генома в капсид, свидетельствует, что загрузка генома в вирионы происходит по иному механизму.

## История изучения
Flavobacterium phage FLiP был выделен в 2010 году вместе с его хозяином, грамотрицательной бактерией Flavobacterium (точнее, Flavobacterium sp. штамм B330.), из прибрежных пресных вод озера Ювясъярви (фин. Jyväsjärvi) в Финляндии. Выделение вируса в отдельное семейство Finnlakeviridae было предложено Международным комитетом по таксономии вирусов в 2019 году. Впоследствии оно было включено в состав реалма Varidnaviria, где является единственным семейством, представители которого имеют геномы в виде оцДНК.